# Lista de prêmios da Pro Wrestling Illustrated
Esta é uma lista dos prêmios ativos e inativos da Pro Wrestling Illustrated (PWI). As categorias são votadas pelos leitores da revista a cada ano a partir de 1972, expandindo para mais categorias em anos posteriores. Ao contrário do Wrestling Observer Newsletter, a PWI é em grande parte uma revista escrita dentro do universo fictício da luta profissional e os prêmios reconhecem isso.

## Prêmios ativos

### Wrestler of the Year
Wrestler of the Year (Lutador do Ano) é uma categoria da revista Pro Wrestling Illustrated para o lutador de luta livre profissional com o melhor desempenho do ano.
Ric Flair é o lutador mais premiado, vencendo o prêmio seis vezes.
| Ano  | Vencedor                | Segundo colocado        | Terceiro colocado   | Quarto colocado     |
| ---- | ----------------------- | ----------------------- | ------------------- | ------------------- |
| 1972 | Pedro Morales           |                         |                     |                     |
| 1973 | Jack Brisco             |                         |                     |                     |
| 1974 | Bruno Sammartino        |                         |                     |                     |
| 1975 | Mr. Wrestling II        |                         |                     |                     |
| 1976 | Terry Funk              | Bruno Sammartino        | Nick Bockwinkel     | Paul Jones          |
| 1977 | Dusty Rhodes            | Superstar Billy Graham  | Bob Backlund        | Harley Race         |
| 1978 | Dusty Rhodes            | Bob Backlund            | Ricky Steamboat     | Harley Race         |
| 1979 | Harley Race             | Dusty Rhodes            | Jimmy Snuka         | Bob Backlund        |
| 1980 | Bob Backlund            | Harley Race             | Verne Gagne         | The Iron Sheik      |
| 1981 | Ric Flair               | Bob Backlund            | Tommy Rich          | Dusty Rhodes        |
| 1982 | Bob Backlund            | Ric Flair               | Hulk Hogan          | Jimmy Snuka         |
| 1983 | Harley Race             | Nick Bockwinkel         | André the Giant     | Bob Backlund        |
| 1984 | Ric Flair               | Hulk Hogan              | Kerry Von Erich     | Rick Martel         |
| 1985 | Ric Flair               | Hulk Hogan              | Rick Martel         | Sgt. Slaughter      |
| 1986 | Ric Flair               | Hulk Hogan              | Randy Savage        | Nikita Koloff       |
| 1987 | Hulk Hogan              | Ric Flair               | Randy Savage        | Steve Williams      |
| 1988 | Randy Savage            | Jerry Lawler            | Lex Luger           | Ric Flair           |
| 1989 | Ric Flair               | Hulk Hogan              | Lex Luger           | Ricky Steamboat     |
| 1990 | Sting                   | The Ultimate Warrior    | Hulk Hogan          | Lex Luger           |
| 1991 | Hulk Hogan              | Lex Luger               | Bret Hart           | Sting               |
| 1992 | Ric Flair               | Ron Simmons             | Rick Rude           | Bret Hart           |
| 1993 | Big Van Vader           | Bret Hart               | Shawn Michaels      | Yokozuna            |
| 1994 | Hulk Hogan              | Bret Hart               | Razor Ramon         | Ric Flair           |
| 1995 | Diesel                  | Shawn Michaels          | Sting               | Hulk Hogan          |
| 1996 | The Giant               | Shawn Michaels          | Ric Flair           | Ahmed Johnson       |
| 1997 | Lex Luger               | Stone Cold Steve Austin | The Undertaker      | Diamond Dallas Page |
| 1998 | Stone Cold Steve Austin | Goldberg                | Diamond Dallas Page | The Rock            |
| 1999 | Stone Cold Steve Austin | The Rock                | Sting               | Taz                 |
| 2000 | The Rock                | Triple H                | Booker T            | Kurt Angle          |
| 2001 | Stone Cold Steve Austin | Kurt Angle              | The Rock            | Rob Van Dam         |
| 2002 | Brock Lesnar            | Rob Van Dam             | Triple H            | The Undertaker      |
| 2003 | Kurt Angle              | Brock Lesnar            | Triple H            | A.J. Styles         |
| 2004 | Chris Benoit            | Randy Orton             | Eddie Guerrero      | A.J. Styles         |
| 2005 | Batista                 | John Cena               | A.J. Styles         | Samoa Joe           |
| 2006 | John Cena               | Samoa Joe               | Rey Mysterio        | Edge                |
| 2007 | John Cena               | Kurt Angle              | Batista             | Randy Orton         |
| 2008 | Triple H                | Kurt Angle              | Randy Orton         | Samoa Joe           |
| 2009 | Randy Orton             | John Cena               | Chris Jericho       | Kurt Angle          |
| 2010 | Randy Orton             | Rob Van Dam             | John Cena           | Sheamus             |
| 2011 | CM Punk                 | John Cena               | Davey Richards      | Bobby Roode         |
| 2012 | CM Punk                 | Sheamus                 | Austin Aries        | John Cena           |
| 2013 | Daniel Bryan            | John Cena               | Bully Ray           | Randy Orton         |
| 2014 | Brock Lesnar            | Daniel Bryan            | A.J. Styles         | John Cena           |
| 2015 | Seth Rollins            | Jay Lethal              | Roman Reigns        | John Cena           |
| 2016 | A.J Styles              | Roman Reigns            | Kevin Owens         | Dean Ambrose        |
| 2017 | A.J Styles (2)          | Kazuchika Okada         | Kenny Omega         | Cody                |
| 2018 | A.J Styles (3)          | Kenny Omega             | Cody                | Seth Rollins        |
| 2019 | Adam Cole               | Chris Jericho           | Seth Rollins        | Kofi Kingston       |

### Tag Team of the Year
Tag Team of the Year (Equipe do Ano) é uma categoria da revista Pro Wrestling Illustrated para as equipes de luta livre profissional com o melhor desempenho do ano.
The Road Warriors (Animal e Hawk) é a dupla mais premiada, vencendo quatro vezes. The New Day e The Shield são os únicos trios a vencer a categoria.
| Ano  | Campeão                                                         | Segundo colocado                                                | Terceiro colocado                                               | Quarto colocado                                        |
| ---- | --------------------------------------------------------------- | --------------------------------------------------------------- | --------------------------------------------------------------- | ------------------------------------------------------ |
| 1972 | Dick the Bruiser e The Crusher                                  |                                                                 |                                                                 |                                                        |
| 1973 | Nick Bockwinkel e Ray Stevens                                   |                                                                 |                                                                 |                                                        |
| 1974 | Jimmy e Johnny Valiant                                          |                                                                 |                                                                 |                                                        |
| 1975 | Gene e Ole Anderson                                             |                                                                 |                                                                 |                                                        |
| 1976 | The Executioners (#1 e #2)                                      | Gene e Ole Anderson                                             | Chief Jay Strongbow e Billy White Wolf                          | Jimmy e Johnny Valiant                                 |
| 1977 | Gene e Ole Anderson                                             | Prof. Tanaka e Mr. Fuji                                         | Greg Gagne e Jim Brunzell                                       | Ric Flair e Greg Valentine                             |
| 1978 | Ricky Steamboat e Paul Jones                                    | The Yukon Lumberjacks (Yukon Eric e Yukon Pierre)               | Mike Graham e Steve Keirn                                       | Greg Gagne e Jim Brunzell                              |
| 1979 | Ivan Putski e Tito Santana                                      | Jerry e Johnny Valiant                                          | Paul Jones e Baron von Raschke                                  | The Spoiler e Mark Lewin                               |
| 1980 | Jimmy Snuka e Ray Stevens                                       | Mr. Wrestling e Mr. Wrestling II                                | The Wild Samoans (Afa e Sika)                                   | Verne Gagne e Mad Dog Vachon                           |
| 1981 | The Fabulous Freebirds (Michael Hayes e Terry Gordy)            | Rick Martel e Tony Garea                                        | Mr. Fuji e Mr. Saito                                            | Greg Gagne e Jim Brunzell                              |
| 1982 | Greg Gagne e Jim Brunzell                                       | Mr. Fuji e Mr. Saito                                            | Fabulous Freebirds (Michael Hayes, Terry Gordy e Buddy Roberts) | Ole Anderson e Stan Hansen                             |
| 1983 | The Road Warriors (Hawk e Animal)                               | Kerry, Kevin, David Von Erich e Mike Von Erich                  | Fabulous Freebirds (Michael Hayes, Terry Gordy e Buddy Roberts) | Jack e Jerry Brisco                                    |
| 1984 | The Road Warriors (Hawk e Animal)                               | Kerry, Kevin, David Von Erich e Mike Von Erich                  | The Fabulous Ones (Stan Lane e Steve Keirn)                     | Rock 'n' Roll Express (Ricky Morton e Robert Gibson)   |
| 1985 | The Road Warriors (Hawk e Animal)                               | Ted DiBiase e Steve Williams                                    | Ivan e Nikita Koloff                                            | The British Bulldogs (Davey Boy Smith e Dynamite Kid)  |
| 1986 | Rock 'n' Roll Express (Ricky Morton e Robert Gibson)            | The Road Warriors (Hawk e Animal)                               | The British Bulldogs (Davey Boy Smith e Dynamite Kid)           | The Midnight Rockers (Shawn Michaels e Marty Jannetty) |
| 1987 | The Midnight Express (Bobby Eaton e Stan Lane)                  | The Hart Foundation (Bret Hart e Jim Neidhart)                  | The Road Warriors (Hawk e Animal)                               | Rock 'n' Roll Express (Ricky Morton e Robert Gibson)   |
| 1988 | The Road Warriors (Hawk e Animal)                               | The Midnight Express (Bobby Eaton e Stan Lane)                  | Demolition (Ax e Smash)                                         | The Brain Busters (Arn Anderson e Tully Blanchard)     |
| 1989 | The Brain Busters (Arn Anderson e Tully Blanchard)              | Demolition (Ax e Smash)                                         | The Road Warriors (Hawk e Animal)                               | Fabulous Freebirds (Michael Hayes e Jimmy Garvin)      |
| 1990 | The Steiner Brothers (Rick e Scott Steiner)                     | Demolition (Ax e Smash)                                         | Doom (Ron Simmons e Butch Reed)                                 | The Road Warriors (Hawk e Animal)                      |
| 1991 | The Enforcers (Arn Anderson e Larry Zbyszko)                    | The Legion of Doom (Hawk e Animal)                              | The Steiner Brothers (Rick e Scott Steiner)                     | Jeff Jarrett e Robert Fuller                           |
| 1992 | Terry Gordy e Steve Williams                                    | The Natural Disasters (Earthquake e Typhoon)                    | The Steiner Brothers (Rick e Scott Steiner)                     | Barry Windham e Dustin Rhodes                          |
| 1993 | The Steiner Brothers (Rick e Scott Steiner)                     | The Hollywood Blonds (Steve Austin e Brian Pillman)             | Money Inc. (Ted DiBiase e Irwin R. Schyster)                    | The Heavenly Bodies (Tom Prichard e Stan Lane)         |
| 1994 | The Nasty Boys (Brian Knobs e Jerry Sags)                       | The Headshrinkers (Samu e Fatu)                                 | The Public Enemy (Johnny Grunge e Rocco Rock)                   | Rock 'n' Roll Express (Ricky Morton e Robert Gibson)   |
| 1995 | Harlem Heat (Booker T e Stevie Ray)                             | The Smoking Gunns (Billy e Bart Gunn)                           | Owen Hart e Yokozuna                                            | The Steiner Brothers (Rick e Scott Steiner)            |
| 1996 | Harlem Heat (Booker T e Stevie Ray)                             | The Eliminators (Perry Saturn e John Kronus)                    | The Steiner Brothers (Rick e Scott Steiner)                     | The Gangstas (New Jack e Mustapha Saed)                |
| 1997 | The Outsiders (Scott Hall e Kevin Nash)                         | The Steiner Brothers (Rick e Scott Steiner)                     | The Legion of Doom (Hawk e Animal)                              | Lex Luger e The Giant                                  |
| 1998 | The New Age Outlaws (Road Dogg e Billy Gunn)                    | Sabu e Rob Van Dam                                              | Mankind e Kane                                                  | The Brothers of Destruction (The Undertaker e Kane)    |
| 1999 | Kane e X-Pac                                                    | The Hardy Boyz (Matt e Jeff Hardy)                              | The Dudley Boyz (Bubba Ray e D-Von Dudley)                      | Harlem Heat (Booker T e Stevie Ray)                    |
| 2000 | The Hardy Boyz (Matt e Jeff Hardy)                              | Edge e Christian                                                | The Dudley Boyz (Bubba Ray e D-Von Dudley)                      | KroniK (Brian Adams e Bryan Clark)                     |
| 2001 | The Dudley Boyz (Bubba Ray e D-Von Dudley)                      | Brothers of Destruction (Undertaker e Kane)                     | The Hardy Boyz (Matt e Jeff Hardy)                              | The Acolytes (Bradshaw e Faarooq)                      |
| 2002 | Billy & Chuck                                                   | Booker T e Goldust                                              | 3 Minute Warning (Rosey e Jamal)                                | Kurt Angle e Chris Benoit                              |
| 2003 | The World's Greatest Tag Team (Charlie Haas e Shelton Benjamin) | America's Most Wanted (Chris Harris e James Storm)              | The Dudley Boyz (Bubba Ray e D-Von Dudley)                      | Los Guerreros (Eddie e Chavo Guerrero)                 |
| 2004 | America's Most Wanted (Chris Harris e James Storm)              | La Résistance (Sylvain Grenier e Robert Conway)                 | The Dudley Boyz (Bubba Ray e D-Von Dudley)                      | Charlie Haas e Rico                                    |
| 2005 | MNM (Joey Mercury e Johnny Nitro)                               | The Naturals (Chase Stevens e Andy Douglas)                     | Road Warrior Animal e Heidenreich                               | America's Most Wanted (Chris Harris e James Storm)     |
| 2006 | A.J. Styles e Christopher Daniels                               | Paul London e Brian Kendrick                                    | D-Generation X (Shawn Michaels e Triple H)                      | Big Show e Kane                                        |
| 2007 | Paul London e Brian Kendrick                                    | Team 3D (Brother Ray e Brother Devon)                           | Briscoe Brothers (Jay e Mark Briscoe)                           | Deuce 'n Domino                                        |
| 2008 | Beer Money, Inc. (Robert Roode e James Storm)                   | John Morrison e The Miz                                         | Ted DiBiase e Cody Rhodes                                       | The Latin American Xchange (Homicide e Hernandez)      |
| 2009 | Team 3D (Brother Ray e Brother Devon)                           | Beer Money, Inc. (Robert Roode e James Storm)                   | Chris Jericho e The Big Show                                    | D-Generation X (Shawn Michaels & Triple H)             |
| 2010 | The Motor City Machine Guns (Alex Shelley e Chris Sabin)        | The Hart Dynasty (Tyson Kidd e David Hart Smith)                | The Kings of Wrestling (Claudio Castagnoli e Chris Hero)        | Beer Money, Inc. (Robert Roode e James Storm)          |
| 2011 | Beer Money, Inc. (Bobby Roode e James Storm)                    | Wrestling's Greatest Tag Team (Charlie Haas e Shelton Benjamin) | Air Boom (Evan Bourne e Kofi Kingston)                          | Kings of Wrestling (Claudio Castagnoli e Chris Hero)   |
| 2012 | Kofi Kingston e R-Truth                                         | Bad Influence (Christopher Daniels e Frankie Kazarian)          | Team Hell No (Daniel Bryan e Kane)                              | Samoa Joe e Magnus                                     |
| 2013 | The Shield (Seth Rollins e Roman Reigns)                        | Cody Rhodes e Goldust                                           | Team Hell No (Daniel Bryan e Kane)                              | reDRagon (Bobby Fish e Kyle O'Reilly)                  |
| 2014 | The Usos (Jimmy Uso e Jey Uso)                                  | reDRagon (Bobby Fish e Kyle O'Reilly)                           | The Wolves (Davey Richards e Eddie Edwards)                     | Gold e Stardust (Goldust e Stardust)                   |
| 2015 | The New Day (Big E, Kofi Kingston e Xavier Woods)               | The Young Bucks (Matt e Nick Jackson)                           | The Wolves (Davey Richards e Eddie Edwards)                     | reDRagon (Bobby Fish e Kyle O'Reilly)                  |
| 2016 | The New Day (Big E, Kofi Kingston e Xavier Woods)               | The Young Bucks (Matt e Nick Jackson)                           | Enzo Amore e Big Cass                                           | The Revival (Dash Wilder e Scott Dawson)               |
| 2017 | The Young Bucks (Matt e Nick Jackson)                           | The Bar(Cesaro e Sheamus)                                       | The Shield (Dean Ambrose and Seth Rollins)                      | The Usos (Jimmy Uso e Jey Uso)                         |
| 2018 | The Young Bucks (Matt e Nick Jackson)                           | The New Day(Big E, Kofi Kingston and Xavier Woods)              | The Undisputed Era(Kyle O'Reilly and Roderick Strong)           | LAX(Santana and Ortiz)                                 |
| 2019 | The Undisputed Era(Kyle O'Reilly and Roderick Strong)           | The Young Bucks (Matt e Nick Jackson)                           | The Lucha Bros.(Rey Fenix and Pentagon, Jr.)                    | The New Day(Big E, Kofi Kingston and Xavier Woods)     |

### Match of the Year
Match of the Year (Luta do Ano) é uma categoria da revista Pro Wrestling Illustrated para a melhor luta de luta livre profissional do ano.
Shawn Michaels é o lutador mais premiado, vencendo o prêmio onze vezes vezes. Ele possui duas sequências de vitórias do prêmio; de 1993 a 1996 e de 2004 a 2010. Bayley e Sasha Banks são as únicas mulheres a vencer o prêmio.
| Ano  | Data            | Luta                                                                          | Evento                                       | Local                 | Notas                                                                               |
| ---- | --------------- | ----------------------------------------------------------------------------- | -------------------------------------------- | --------------------- | ----------------------------------------------------------------------------------- |
| 1972 | 14 de janeiro   | Bruno Sammartino vence uma Battle royal                                       | Battle Royal in Los Angeles                  | Los Angeles, CA       | Battle royal                                                                        |
| 1973 | 24 de maio      | Dory Funk, Jr. vs. Harley Race                                                |                                              | Kansas City, MO       | Pelo Campeonato Mundial de Peso-Pesados da NWA                                      |
| 1974 | 27 de janeiro   | Jack Brisco vs. Dory Funk, Jr.                                                |                                              | Osaka, Japan          | Pelo Campeonato Mundial de Peso-Pesados da NWA                                      |
| 1975 | 17 de março     | Bruno Sammartino vs. Spiros Arion                                             |                                              | New York, NY          | Pelo Campeonato de Peso-Pesados da WWWF                                             |
| 1976 | 26 de abril     | Bruno Sammartino vs. Stan Hansen                                              |                                              | New York, NY          | Pelo Campeonato de Peso-Pesados da WWWF                                             |
| 1977 | 30 de abril     | Bruno Sammartino vs. Superstar Billy Graham                                   |                                              | Baltimore, MD         | Pelo Campeonato de Peso-Pesados da WWWF                                             |
| 1978 | 20 de fevereiro | Superstar Billy Graham vs. Bob Backlund                                       |                                              | New York, NY          | Pelo Campeonato de Peso-Pesados da WWWF                                             |
| 1979 | 21 de agosto    | Harley Race vs. Dusty Rhodes                                                  |                                              | Tampa, FL             | Pelo Campeonato Mundial de Peso-Pesados da NWA                                      |
| 1980 | 9 de agosto     | Bruno Sammartino vs. Larry Zbyszko                                            | Showdown at Shea                             | Flushing, NY          | Luta de jaula de aço                                                                |
| 1981 | 2 de maio       | André the Giant vs. Killer Khan                                               |                                              | Rochester, NY         |                                                                                     |
| 1982 | 28 de junho     | Bob Backlund vs. Jimmy Snuka                                                  |                                              | New York, NY          | Luta de jaula de aço pelo Campeonato de Peso-Pesados da WWF                         |
| 1983 | 10 de junho     | Ric Flair vs. Harley Race                                                     |                                              | St. Louis, MO         | Pelo Campeonato Mundial de Peso-Pesados da NWA                                      |
| 1984 | 6 de maio       | Ric Flair vs. Kerry Von Erich                                                 | David Von Erich Memorial Parade of Champions | Irving, TX            | Pelo Campeonato Mundial de Peso-Pesados da NWA                                      |
| 1985 | 31 de março     | Hulk Hogan and Mr. T vs. Roddy Piper e Paul Orndorff                          | WrestleMania                                 | New York, NY          |                                                                                     |
| 1986 | 26 de julho     | Ric Flair vs. Dusty Rhodes                                                    | The Great American Bash                      | Greensboro, NC        | Luta de jaula de aço pelo Campeonato Mundial de Peso-Pesados da NWA                 |
| 1987 | 29 de março     | Randy Savage vs. Ricky Steamboat                                              | WrestleMania III                             | Pontiac, MI           | Pelo Campeonato Intercontinental da WWF                                             |
| 1988 | 5 de fevereiro  | Hulk Hogan vs. André the Giant                                                | The Main Event                               | Indianapolis, IN      | Pelo Campeonato Mundial de Peso-Pesados da WWF                                      |
| 1989 | 7 de maio       | Ricky Steamboat vs. Ric Flair                                                 | WrestleWar                                   | Nashville, TN         | Pelo Campeonato Mundial de Peso-Pesados da NWA                                      |
| 1990 | 1 de abril      | Hulk Hogan vs. The Ultimate Warrior                                           | WrestleMania VI                              | Toronto, Ontario      | Pelo Campeonato Mundial de Peso-Pesados da WWF e Campeonato Intercontinental da WWF |
| 1991 | 19 de maio      | The Steiner Brothers (Rick Steiner and Scott Steiner) vs. Sting and Lex Luger | SuperBrawl                                   | St. Petersburg, FL    | Pelo Campeonato Mundial de Equipes da WCW                                           |
| 1992 | 29 de agosto    | Bret Hart vs. The British Bulldog                                             | SummerSlam                                   | Londres\|, Inglaterra | Pelo Campeonato Intercontinental da WWF                                             |
| 1993 | 17 de maio      | Shawn Michaels vs. Marty Jannetty                                             | Raw                                          | New York, NY          | Pelo Campeonato Intercontinental da WWF                                             |
| 1994 | 20 de março     | Razor Ramon vs. Shawn Michaels                                                | WrestleMania X                               | New York, NY          | Luta de escadas pelo Campeonato Intercontinental da WWF                             |
| 1995 | 2 de abril      | Diesel vs. Shawn Michaels                                                     | WrestleMania XI                              | Hartford, CT          | Pelo Campeonato Mundial de Peso-Pesados da WWF                                      |
| 1996 | 31 de março     | Bret Hart vs. Shawn Michaels                                                  | WrestleMania XII                             | Anaheim, CA           | Luta iron man pelo Campeonato Mundial de Peso-Pesados da WWF                        |
| 1997 | 23 de março     | Bret Hart vs. Stone Cold Steve Austin                                         | WrestleMania 13                              | Rosemont, IL          | Luta sem desqualificação de submissão com Ken Shamrock como árbitro especial        |
| 1998 | 28 de junho     | The Undertaker vs. Mankind                                                    | King of the Ring                             | Pittsburgh, PA        | Luta Hell in a Cell                                                                 |
| 1999 | 24 de janeiro   | The Rock vs. Mankind                                                          | Royal Rumble                                 | Anaheim, CA           | Luta "Eu Desisto" pelo Campeonato da WWF                                            |
| 2000 | 2 de abril      | The Dudley Boyz vs. The Hardy Boyz vs. Edge e Christian                       | WrestleMania 2000                            | Anaheim, CA           | Luta de escadas de três duplas pelo Campeonato de Duplas da WWF                     |
| 2001 | 1 de abril      | The Dudley Boyz vs. The Hardy Boyz vs. Edge e Christian                       | WrestleMania X-Seven                         | Houston, TX           | Luta TLC pelo Campeonato de Duplas da WWF                                           |
| 2002 | 17 de março     | The Rock vs. Hollywood Hogan                                                  | WrestleMania X8                              | Toronto, Ontario      |                                                                                     |
| 2003 | 16 de setembro  | Kurt Angle vs. Brock Lesnar                                                   | SmackDown!                                   | Raleigh, NC           | Luta iron man de 60-minutos pelo Campeonato da WWE                                  |
| 2004 | 14 de março     | Triple H vs. Chris Benoit vs. Shawn Michaels                                  | WrestleMania XX                              | New York, NY          | Luta de tripla ameaça pelo World Heavyweight Championship                           |
| 2005 | 3 de abril      | Shawn Michaels vs. Kurt Angle                                                 | WrestleMania 21                              | Los Angeles, CA       |                                                                                     |
| 2006 | 2 de abril      | Shawn Michaels vs. Vince McMahon                                              | Wrestlemania 22                              | Rosemont, IL          | Luta No Holds Barred                                                                |
| 2007 | 23 de abril     | John Cena vs. Shawn Michaels                                                  | Raw                                          | Londres, Inglaterra   |                                                                                     |
| 2008 | 30 de março     | Shawn Michaels vs. Ric Flair                                                  | WrestleMania XXIV                            | Orlando, FL           |                                                                                     |
| 2009 | 5 de abril      | The Undertaker vs. Shawn Michaels                                             | WrestleMania XXV                             | Houston, TX           |                                                                                     |
| 2010 | 28 de março     | The Undertaker vs. Shawn Michaels                                             | WrestleMania XXVI                            | Phoenix, AZ           | Luta "Streak vs. Career"                                                            |
| 2011 | 17 de julho     | CM Punk vs. John Cena                                                         | Money in the Bank                            | Rosemont, IL          | Pelo Campeonato da WWE                                                              |
| 2012 | 1 de abril      | The Undertaker vs. Triple H                                                   | WrestleMania XXVIII                          | Miami Gardens, FL     | Luta Hell in a Cell com Shawn Michaels como árbitro especial                        |
| 2013 | 18 de agosto    | John Cena vs. Daniel Bryan                                                    | SummerSlam                                   | Los Angeles, CA       | Pelo Campeonato da WWE com Triple H como árbitro especial                           |
| 2014 | 1 de junho      | John Cena vs. Bray Wyatt                                                      | Payback                                      | Rosemont, IL          | Luta Last Man Standing                                                              |
| 2015 | 7 de outubro    | Bayley vs. Sasha Banks                                                        | NXT TakeOver: Respect                        | Winter Park, FL       | Luta Iron Woman de 30-minutos pelo Campeonato das Mulheres do NXT                   |
| 2016 | 21 de agosto    | A.J. Styles vs. John Cena                                                     | SummerSlam                                   | Brooklyn, NY          |                                                                                     |
| 2017 | 4 de janeiro    | Kazuchika Okada vs. Kenny Omega                                               | Wrestle Kingdom 11                           | Tokyo, Japan          | Pelo IWGP Heavyweight Championship                                                  |
| 2018 | 9 de junho      | Kazuchika Okada vs. Kenny Omega                                               | Dominion 6.9 in Osaka-jo Hall                | Osaka, Japão          | Pelo IWGP Heavyweight Championship sem tempo limite e à melhor de 3.                |
| 2019 | 25 de maio      | Cody vs Dustin Rhodes                                                         | Double or Nothing                            | Paradise, Nevada      | Evento inaugural da All Elite Wrestling                                             |

### Feud of the Year
Feud of the Year (Rivalidade do Ano) é uma categoria da revista Pro Wrestling Illustrated para a rivalidade de luta livre profissional com o melhor desempenho do ano.
Ric Flair vs. Lex Luger junto Vince McMahon vs. Stone Cold Steve Austin são as rivalidades mais premiadas, vencendo o prêmio duas vezes cada uma. Ric Flair, Vince McMahon e Triple H são os mais premiados individualmente com quatro prêmios cada um. Four Horsemen, The Authority, The Nexus e Aces & Eights são os únicos grupos a vencer o premio.
| Ano  | Campeão | Segundo colocado                                                                    | Terceiro colocado                                                                                | Quarto colocado                                                                                                  |
| ---- | --- | ----------------------------------------------------------------------------------- | ------------------------------------------------------------------------------------------------ | --- |
| 1986 | Hulk Hogan vs. Paul Orndorff | Ric Flair vs. Dusty Rhodes                                                          | The Sheepherders (Luke Williams e Butch Miller) vs. The Fantastics (Bobby Fulton e Tommy Rogers) | The Midnight Express (Dennis Condrey e Bobby Eaton) vs. The Rock 'n' Roll Express (Ricky Morton e Robert Gibson) |
| 1987 | Four Horsemen (Ric Flair, Arn Anderson, Tully Blanchard e Lex Luger) vs. The Super Powers (Dusty Rhodes e Nikita Koloff) e The Road Warriors (Hawk e Animal) | Randy Savage vs. Ricky Steamboat                                                    | Jerry Lawler vs. Tommy Rich e Austin Idol                                                        | Brian Adias vs. Kevin Von Erich                                                                                  |
| 1988 | Ric Flair vs. Lex Luger | Rick Rude vs. Jake Roberts                                                          | Kerry Von Erich vs. Jerry Lawler                                                                 | The Mega Powers (Hulk Hogan e Randy Savage) vs. The Mega Bucks (Ted DiBiase e André the Giant)                   |
| 1989 | Ric Flair vs. Terry Funk | Hulk Hogan vs. Randy Savage                                                         | Skandor Akbar's Devastation Inc. vs. Eric Embry                                                  | Roddy Piper vs. Rick Rude                                                                                        |
| 1990 | Ric Flair vs. Lex Luger | Hulk Hogan vs. Earthquake                                                           | The Ultimate Warrior vs. Rick Rude                                                               | Chris Adams vs. Steve Austin                                                                                     |
| 1991 | The Ultimate Warrior vs. The Undertaker | Hulk Hogan vs. Sgt. Slaughter                                                       | Sting vs. Cactus Jack e Abdullah the Butcher                                                     | Lex Luger vs. Ron Simmons                                                                                        |
| 1992 | The Moondogs (Spot e Cujo) vs. Jerry Lawler e Jeff Jarrett                                                                                                   | Ric Flair vs. Randy Savage                                                          | The Ultimate Warrior vs. Papa Shango                                                             | Rick Rude vs. Ricky Steamboat                                                                                    |
| 1993 | Bret Hart vs. Jerry Lawler | Rick Rude vs. Dustin Rhodes                                                         | Cactus Jack vs. Vader                                                                            | Tony Anthony vs. Tracy Smothers                                                                                  |
| 1994 | Bret Hart vs. Owen Hart | Ric Flair vs. Hulk Hogan                                                            | Randy Savage vs. Crush                                                                           | Sabu vs. Terry Funk                                                                                              |
| 1995 | Axl Rotten vs. Ian Rotten | Harlem Heat (Stevie Ray e Booker T) vs. The Nasty Boys (Brian Knobs e Jerry Sags)   | Jeff Jarrett vs. Razor Ramon                                                                     | Ric Flair vs. Randy Savage                                                                                       |
| 1996 | Eric Bischoff vs. Vince McMahon | Ric Flair vs. Randy Savage                                                          | The Undertaker vs. Mankind                                                                       | Jamie Dundee vs. Wolfie D                                                                                        |
| 1997 | Diamond Dallas Page vs. Macho Man Randy Savage | Stone Cold Steve Austin vs. Bret Hart                                               | Hollywood Hogan vs. Roddy Piper                                                                  | Sabu vs. Taz |
| 1998 | Vince McMahon vs. Stone Cold Steve Austin | nWo Wolfpac vs. nWo Hollywood                                                       | Ric Flair vs. Eric Bischoff                                                                      | The Rock vs. Ken Shamrock                                                                                        |
| 1999 | Vince McMahon vs. Stone Cold Steve Austin | Triple H vs. The Rock                                                               | Jerry Lynn vs. Rob Van Dam                                                                       | Ric Flair vs. Hollywood Hogan                                                                                    |
| 2000 | Triple H vs. Kurt Angle | Triple H vs. The Rock                                                               | Booker T vs. Jeff Jarrett                                                                        | Edge e Christian vs. The Hardy Boyz (Matt e Jeff Hardy)                                                          |
| 2001 | Shane McMahon vs. Vince McMahon | Booker T vs. The Rock                                                               | Chris Benoit vs. Kurt Angle                                                                      | Edge vs. Christian                                                                                               |
| 2002 | Eric Bischoff vs. Stephanie McMahon | Kurt Angle vs. Edge                                                                 | Triple H vs. Stephanie McMahon                                                                   | Trish Stratus vs. Molly Holly                                                                                    |
| 2003 | Brock Lesnar vs. Kurt Angle | Hulk Hogan vs. Vince McMahon                                                        | Stone Cold Steve Austin vs. Eric Bischoff                                                        | Jeff Jarrett vs. Raven                                                                                           |
| 2004 | Triple H vs. Chris Benoit | Randy Orton vs. Mick Foley                                                          | Christian e Trish Stratus vs. Chris Jericho                                                      | Matt Hardy vs. Kane                                                                                              |
| 2005 | Matt Hardy vs. Edge e Lita | AJ Styles vs. Christopher Daniels                                                   | Rey Mysterio vs. Eddie Guerrero                                                                  | Batista vs. Triple H                                                                                             |
| 2006 | John Cena vs. Edge | D-Generation X (Triple H e Shawn Michaels) vs. The McMahons (Shane e Vince McMahon) | Sting vs. Jeff Jarrett                                                                           | Trish Stratus vs. Mickie James                                                                                   |
| 2007 | Kurt Angle vs. Samoa Joe | Batista vs. The Undertaker                                                          | John Cena vs. Shawn Michaels                                                                     | John Cena vs. Randy Orton                                                                                        |
| 2008 | Chris Jericho vs. Shawn Michaels | Kurt Angle vs. A.J. Styles                                                          | The Undertaker vs. Edge                                                                          | Beer Money, Inc. (Robert Roode e James Storm) vs. The Latin American Xchange (Homicide e Hernandez)              |
| 2009 | Randy Orton vs. Triple H | CM Punk vs. Jeff Hardy                                                              | Main Event Mafia vs. TNA Frontline                                                               | Kurt Angle vs. Jeff Jarrett                                                                                      |
| 2010 | The Nexus vs. WWE | Bret Hart vs. Vince McMahon                                                         | Kurt Angle vs. Mr. Anderson                                                                      | John Cena vs. Batista                                                                                            |
| 2011 | CM Punk vs. John Cena | Christian vs. Randy Orton                                                           | Kurt Angle vs. Jeff Jarrett                                                                      | The Briscoe Brothers (Jay e Mark Briscoe) vs. All Night Express (Kenny King e Rhett Titus)                       |
| 2012 | Aces & Eights vs. TNA | The Rock vs. John Cena                                                              | CM Punk vs. Daniel Bryan                                                                         | Adam Pearce vs. Colt Cabana                                                                                      |
| 2013 | Daniel Bryan vs. The Authority | CM Punk vs. Paul Heyman                                                             | Daniel Bryan vs. Randy Orton                                                                     | The Rock vs. John Cena                                                                                           |
| 2014 | Seth Rollins vs. Dean Ambrose | The Wyatt Family vs. The Shield                                                     | John Cena vs. Brock Lesnar                                                                       | Bully Ray vs. Dixie Carter                                                                                       |
| 2015 | Brock Lesnar vs. The Undertaker | John Cena vs. Kevin Owens                                                           | Seth Rollins vs. John Cena                                                                       | Hiroshi Tanahashi vs. Kazuchika Okada                                                                            |
| 2016 | Charlotte Flair vs. Sasha Banks | John Cena vs. A.J. Styles                                                           | Sami Zayn vs. Kevin Owens                                                                        | A.J. Styles vs. Dean Ambrose                                                                                     |

### Most Popular Wrestler of the Year
Most Popular Wrestler of the Year (Lutador mais Popular do Ano) é uma categoria da revista Pro Wrestling Illustrated para o lutador de luta livre profissional com a maior popularidade do ano.
Sting e John Cena são os lutadores mais premiados, vencendo o prêmio quatro vezes cada um. Rob Van Dam é o único vilão a ganhar o prêmio.
| Ano  | Campeão                  | Segundo colocado        | Terceiro colocado    | Quarto colocado                             |
| ---- | ------------------------ | ----------------------- | -------------------- | ------------------------------------------- |
| 1972 | Jack Brisco / Fred Curry |                         |                      |                                             |
| 1973 | Chief Jay Strongbow      |                         |                      |                                             |
| 1974 | Billy Robinson           |                         |                      |                                             |
| 1975 | Mil Máscaras             |                         |                      |                                             |
| 1976 | Wahoo McDaniel           | Chief Jay Strongbow     | Mr. Wrestling II     | Ivan Putski                                 |
| 1977 | André the Giant          | Dusty Rhodes            | Bob Backlund         | Mil Máscaras                                |
| 1978 | Dusty Rhodes             | André the Giant         | Ricky Steamboat      | Bob Backlund                                |
| 1979 | Dusty Rhodes             | André the Giant         | Ivan Putski          | Mr. Wrestling II                            |
| 1980 | Mr. Wrestling II         | Dusty Rhodes            | André the Giant      | Bruno Sammartino                            |
| 1981 | Tommy Rich               | Bob Backlund            | André the Giant      | Dusty Rhodes                                |
| 1982 | André the Giant          | Tommy Rich              | Hulk Hogan           | Dusty Rhodes                                |
| 1983 | Jimmy Snuka              | Dusty Rhodes            | David Von Erich      | Junkyard Dog                                |
| 1984 | Kerry Von Erich          | Hulk Hogan              | Dusty Rhodes         | Sgt. Slaughter                              |
| 1985 | Hulk Hogan               | Magnum T.A.             | Kerry Von Erich      | Tito Santana                                |
| 1986 | Roddy Piper              | Hulk Hogan              | Ricky Morton         | Nikita Koloff                               |
| 1987 | Dusty Rhodes             | Hulk Hogan              | Randy Savage         | Nikita Koloff                               |
| 1988 | Randy Savage             | Hulk Hogan              | Sting                | Lex Luger                                   |
| 1989 | Hulk Hogan               | Ric Flair               | Sting                | The Ultimate Warrior                        |
| 1990 | Hulk Hogan               | Sting                   | The Ultimate Warrior | Lex Luger                                   |
| 1991 | Sting                    | Hulk Hogan              | Sid Justice          | The Steiner Brothers (Rick e Scott Steiner) |
| 1992 | Sting                    | The Ultimate Warrior    | The Undertaker       | Ron Simmons                                 |
| 1993 | Lex Luger                | Sting                   | Bret Hart            | Dustin Rhodes                               |
| 1994 | Sting                    | Bret Hart               | The Undertaker       | Hulk Hogan                                  |
| 1995 | Shawn Michaels           | Sting                   | Diesel               | Hulk Hogan                                  |
| 1996 | Shawn Michaels           | Randy Savage            | Sycho Sid            | The Undertaker                              |
| 1997 | Sting                    | Stone Cold Steve Austin | Ric Flair            | Diamond Dallas Page                         |
| 1998 | Stone Cold Steve Austin  | Goldberg                | The Rock             | Diamond Dallas Page                         |
| 1999 | The Rock                 | Stone Cold Steve Austin | Goldberg             | Mankind                                     |
| 2000 | The Rock                 | Rob Van Dam             | Chris Jericho        | Goldberg                                    |
| 2001 | Rob Van Dam              | The Rock                | Chris Jericho        | Kurt Angle                                  |
| 2002 | Rob Van Dam              | Hollywood Hulk Hogan    | Booker T             | The Rock                                    |
| 2003 | Kurt Angle               | Stone Cold Steve Austin | Rob Van Dam          | Rey Mysterio                                |
| 2004 | John Cena                | Chris Benoit            | Eddie Guerrero       | Eugene                                      |
| 2005 | John Cena                | Batista                 | A.J. Styles          | Rey Mysterio                                |
| 2006 | Samoa Joe                | John Cena               | Rey Mysterio         | Sting                                       |
| 2007 | John Cena                | The Undertaker          | Sting                | CM Punk                                     |
| 2008 | Jeff Hardy               | Shawn Michaels          | Samoa Joe            | The Undertaker                              |
| 2009 | Jeff Hardy               | John Cena               | Sting                | The Undertaker                              |
| 2010 | Randy Orton              | John Cena               | Rob Van Dam          | Daniel Bryan                                |
| 2011 | CM Punk                  | John Cena               | Sting                | Randy Orton                                 |
| 2012 | John Cena                | Sheamus                 | Randy Orton          | Jeff Hardy                                  |
| 2013 | Daniel Bryan             | John Cena               | CM Punk              | Dolph Ziggler                               |
| 2014 | Dean Ambrose             | Daniel Bryan            | John Cena            | The Usos                                    |
| 2015 | Dean Ambrose             | Brock Lesnar            | Finn Bálor           | Shinsuke Nakamura                           |
| 2016 | Shinsuke Nakamura        | Dean Ambrose            | Bayley               | Enzo Amore e Big Cass                       |

### Most Hated Wrestler of the Year
Most Hated Wrestler of the Year (Lutador mais Odiado do Ano) é uma categoria da revista Pro Wrestling Illustrated para o lutador de luta livre profissional com a maior rejeição do público no ano.
Triple H é o lutador mais premiado, vencendo o prêmio cinco vezes, sendo uma das vezes enquanto membro do grupo The Authority. Em 2010 o prêmio foi dado pela primeira vez a um grupo, a The Nexus.
| Ano  | Campeão                      | Segundo colocado                                  | Terceiro colocado      | Quarto colocado                              |
| ---- | ---------------------------- | ------------------------------------------------- | ---------------------- | -------------------------------------------- |
| 1972 | The Sheik                    |                                                   |                        |                                              |
| 1973 | Superstar Billy Graham       |                                                   |                        |                                              |
| 1974 | The Great Mephisto           |                                                   |                        |                                              |
| 1975 | Greg Valentine               |                                                   |                        |                                              |
| 1976 | Stan Hansen                  | Ox Baker                                          | Terry Funk             | The Spoiler                                  |
| 1977 | Ken Patera                   | Ric Flair                                         | Superstar Billy Graham | Nick Bockwinkel                              |
| 1978 | Ric Flair                    | Ken Patera                                        | Victor Rivera          | Bob Orton, Jr.                               |
| 1979 | Greg Valentine               | Terry Funk                                        | Ken Patera             | Ivan Koloff                                  |
| 1980 | Larry Zbyszko                | Greg Valentine                                    | Ernie Ladd             | Hulk Hogan                                   |
| 1981 | Ken Patera                   | Don Muraco                                        | Nick Bockwinkel        | Roddy Piper                                  |
| 1982 | Ted DiBiase                  | Blackjack Mulligan                                | Superstar Billy Graham | Buzz Sawyer                                  |
| 1983 | Greg Valentine               | Masked Superstar                                  | Kevin Sullivan         | Michael Hayes                                |
| 1984 | Roddy Piper                  | Kevin Sullivan                                    | Tully Blanchard        | The Iron Sheik                               |
| 1985 | Roddy Piper                  | Chris Adams                                       | Ted DiBiase            | Big John Studd                               |
| 1986 | Paul Orndorff                | Ric Flair                                         | Colonel DeBeers        | Rick Rude                                    |
| 1987 | Ric Flair                    | André the Giant                                   | The Honky Tonk Man     | Lex Luger                                    |
| 1988 | André the Giant              | Barry Windham                                     | Eddie Gilbert          | Ted DiBiase                                  |
| 1989 | Randy Savage                 | Terry Funk                                        | Rick Rude              | Lex Luger                                    |
| 1990 | Earthquake                   | Ric Flair                                         | Rick Rude              | Eddie Gilbert                                |
| 1991 | Sgt. Slaughter               | The Undertaker                                    | Lex Luger              | Jake Roberts                                 |
| 1992 | Rick Rude                    | Ric Flair                                         | Jake Roberts           | The Moondogs                                 |
| 1993 | Jerry Lawler                 | Big Van Vader                                     | Yokozuna               | Shawn Michaels                               |
| 1994 | Bob Backlund                 | Owen Hart                                         | Big Van Vader          | Jerry Lawler                                 |
| 1995 | Jerry Lawler                 | Kevin Sullivan                                    | The Gangstas           | Davey Boy Smith                              |
| 1996 | Hollywood Hogan              | Goldust                                           | Jerry Lawler           | The Giant                                    |
| 1997 | Bret Hart                    | Hollywood Hogan                                   | Owen Hart              | Curt Hennig                                  |
| 1998 | Hollywood Hogan              | Vince McMahon                                     | Eric Bischoff          | Bret Hart                                    |
| 1999 | Diamond Dallas Page          | Triple H                                          | The Undertaker         | The Dudley Boyz (Bubba Ray and D-Von Dudley) |
| 2000 | Kurt Angle                   | Triple H                                          | Steven Richards        | Jeff Jarrett                                 |
| 2001 | Stone Cold Steve Austin      | Booker T                                          | Kurt Angle             | Shane McMahon                                |
| 2002 | Chris Jericho                | The Un-Americans (Christian, Lance Storm, e Test) | Kurt Angle             | Triple H                                     |
| 2003 | Triple H                     | Kane                                              | Vince McMahon          | Test                                         |
| 2004 | Triple H                     | John "Bradshaw" Layfield                          | Kurt Angle             | Jeff Jarrett                                 |
| 2005 | Triple H                     | Edge                                              | Jeff Jarrett           | Muhammad Hassan                              |
| 2006 | Edge                         | Jeff Jarrett                                      | Randy Orton            | King Booker                                  |
| 2007 | Randy Orton                  | Kurt Angle                                        | The Great Khali        | Robert Roode                                 |
| 2008 | Chris Jericho                | Edge                                              | Randy Orton            | Kurt Angle                                   |
| 2009 | Randy Orton                  | CM Punk                                           | Chris Jericho          | Kurt Angle                                   |
| 2010 | The Nexus                    | CM Punk                                           | The Miz                | Hulk Hogan e Eric Bischoff                   |
| 2011 | The Miz                      | Alberto Del Rio                                   | Christian              | Kurt Angle                                   |
| 2012 | CM Punk                      | Bobby Roode                                       | Alberto Del Rio        | Kevin Steen                                  |
| 2013 | The Authority                | Randy Orton                                       | Bully Ray              | The Shield                                   |
| 2014 | Triple H e Stephanie McMahon | Seth Rollins                                      | Dixie Carter           | Batista                                      |
| 2015 | Seth Rollins                 | Ethan Carter III                                  | Kevin Owens            | Bray Wyatt                                   |
| 2016 | Roman Reigns                 | Kevin Owens                                       | The Miz                | Eva Marie                                    |

### Comeback of the Year
Comeback of the Year (Retorno do Ano) é uma categoria da revista Pro Wrestling Illustrated para o lutador de luta livre profissional que teve o melhor retorno do ano.
Sting é o lutador mais premiado, vencendo o prêmio três vezes.
| Ano  | Campeão              | First runner-up                                    | Second runner-up | Third runner-up                              |
| ---- | -------------------- | -------------------------------------------------- | ---------------- | -------------------------------------------- |
| 1992 | The Ultimate Warrior | Bob Backlund                                       | The Sheik        | Junkyard Dog                                 |
| 1993 | Lex Luger            | Brutus Beefcake                                    | Ric Flair        | Paul Roma                                    |
| 1994 | Hulk Hogan           | Bob Backlund                                       | The Undertaker   | Alundra Blayze                               |
| 1995 | Randy Savage         | The Heavenly Bodies (Tom Prichard e Jimmy Del Ray) | Savio Vega       | The Ultimate Warrior                         |
| 1996 | Sycho Sid            | Jake Roberts                                       | Faarooq          | Road Warrior Animal                          |
| 1997 | Bret Hart            | Curt Hennig                                        | Brian Pillman    | Ric Flair                                    |
| 1998 | X-Pac                | Sting                                              | Dean Malenko     | The Warrior                                  |
| 1999 | Eddie Guerrero       | Buff Bagwell                                       | Curt Hennig      | Michael Hayes                                |
| 2000 | Rikishi Phatu        | Dusty Rhodes                                       | The Undertaker   | Vince McMahon                                |
| 2001 | Rob Van Dam          | Stone Cold Steve Austin                            | Booker T         | Scott Hall                                   |
| 2002 | Hollywood Hulk Hogan | Eddie Guerrero                                     | Chris Benoit     | Ron Killings                                 |
| 2003 | Kurt Angle           | Goldberg                                           | Raven            | Último Dragón                                |
| 2004 | Edge                 | Jeff Hardy                                         | William Regal    | Chavo Guerrero, Sr.                          |
| 2005 | Road Warrior Animal  | Matt Hardy                                         | Raven            | Hulk Hogan                                   |
| 2006 | Sting                | Sabu                                               | Jeff Hardy       | Finlay                                       |
| 2007 | Jeff Hardy           | Triple H                                           | Rey Mysterio     | The Steiner Brothers (Rick e Scott)          |
| 2008 | Chris Jericho        | Jeff Jarrett                                       | William Regal    | Sheik Abdul Bashir                           |
| 2009 | Jerry Lynn           | Ricky Steamboat                                    | The Undertaker   | Mick Foley                                   |
| 2010 | Rob Van Dam          | Kane                                               | Edge             | Jeff Hardy                                   |
| 2011 | Sting                | Mark Henry                                         | Austin Aries     | Montel Vontavious Porter                     |
| 2012 | Jeff Hardy           | The Rock                                           | Brock Lesnar     | Layla                                        |
| 2013 | Goldust              | Chris Sabin                                        | Jerry Lawler     | The Bella Twins                              |
| 2014 | Sting                | Bobby Lashley                                      | Batista          | The New Age Outlaws (Road Dogg e Billy Gunn) |
| 2015 | The Undertaker       | Sheamus                                            | Roderick Strong  | Daniel Bryan                                 |
| 2016 | Goldberg             | Seth Rollins                                       | Chris Jericho    | Matt Hardy                                   |

### Most Improved Wrestler of the Year
Most Improved Wrestler of the Year (Lutador Que Mais Melhorou no Ano) é uma categoria da revista Pro Wrestling Illustrated para o lutador de luta livre profissional que mais melhorou suas habilidade no ano.
Candice Michelle é a única mulher a vencer essa categoria.
| Ano  | Campeão             | Segundo colocado                | Terceiro colocado                            | Quarto colocado          |
| ---- | ------------------- | ------------------------------- | -------------------------------------------- | ------------------------ |
| 1978 | Dino Bravo          | Bob Backlund                    | Ricky Steamboat                              | Tony Atlas               |
| 1979 | Tommy Rich          | Eddy Mansfield                  | Kevin Von Erich                              | Ted DiBiase              |
| 1980 | Tony Atlas          | Larry Zbyszko                   | Ted DiBiase                                  | Kerry Von Erich          |
| 1981 | Kevin Sullivan      | Sgt. Slaughter                  | Charlie Cook                                 | Tito Santana             |
| 1982 | Barry Windham       | Otto Wanz                       | Buzz Sawyer                                  | Rick Martel              |
| 1983 | Brett Wayne Sawyer  | Mike Rotundo                    | Pez Whatley                                  | Brad Rheingans           |
| 1984 | Billy Jack Haynes   | Magnum T.A.                     | Rick Martel                                  | Ron Garvin               |
| 1985 | Steve Williams      | Brian Adias                     | Nikita Koloff                                | Randy Savage             |
| 1986 | Terry Gordy         | Scott Hall                      | Sam Houston                                  | Wendell Cooley           |
| 1987 | Curt Hennig         | Al Perez                        | The Honky Tonk Man                           | Sting                    |
| 1988 | Sting               | The Ultimate Warrior            | Iceman Parsons                               | Jeff Jarrett             |
| 1989 | Scott Steiner       | Brutus Beefcake                 | Jeff Jarrett                                 | P.Y. Chu-Hi              |
| 1990 | Paul Roma           | Doom (Ron Simmons e Butch Reed) | Tugboat                                      | Cactus Jack              |
| 1991 | Dustin Rhodes       | Ron Simmons                     | The Undertaker                               | Crush                    |
| 1992 | Razor Ramon         | Ron Simmons                     | Virgil                                       | Brian Christopher        |
| 1993 | Yokozuna            | The 1-2-3 Kid                   | Brian Lee                                    | Tatanka                  |
| 1994 | Diesel              | Johnny B. Badd                  | Sabu                                         | Owen Hart                |
| 1995 | Diamond Dallas Page | Tommy Dreamer                   | Harlem Heat (Booker T e Stevie Ray)          | Savio Vega               |
| 1996 | Ahmed Johnson       | Chris Benoit                    | Stevie Richards                              | Taz                      |
| 1997 | Ken Shamrock        | Steve McMichael                 | The Headbangers (Mosh e Thrasher)            | Alex Wright              |
| 1998 | Booker T            | D'Lo Brown                      | The New Age Outlaws (Road Dogg e Billy Gunn) | Juventud Guerrera        |
| 1999 | Jerry Lynn          | The Hardy Boyz                  | Hardcore Holly                               | Kanyon                   |
| 2000 | Steve Corino        | Lance Storm                     | Scotty 2 Hotty                               | Justin Credible          |
| 2001 | Edge                | Test                            | The Hurricane                                | Kurt Angle               |
| 2002 | Brock Lesnar        | Trish Stratus                   | Jamie Noble                                  | A.J. Styles              |
| 2003 | John Cena           | Matt Hardy                      | Team Angle (Shelton Benjamin e Charlie Haas) | Victoria                 |
| 2004 | Randy Orton         | Shelton Benjamin                | Batista                                      | John "Bradshaw" Layfield |
| 2005 | Batista             | Carlito                         | Monty Brown                                  | Chris Masters            |
| 2006 | Bobby Lashley       | Johnny Nitro                    | Chris Sabin                                  | Umaga                    |
| 2007 | Candice Michelle    | Jay Lethal                      | Montel Vontavious Porter                     | Cody Rhodes              |
| 2008 | Cody Rhodes         | The Miz                         | Petey Williams                               | Kofi Kingston            |
| 2009 | John Morrison       | Dolph Ziggler                   | Eric Young                                   | The Miz                  |
| 2010 | D'Angelo Dinero     | Wade Barrett                    | Sheamus                                      | Jay Lethal               |
| 2011 | Mark Henry          | Kelly Kelly                     | Eddie Edwards                                | Zack Ryder               |
| 2012 | Ryback              | Brooke/Miss Tessmacher          | Michael Elgin                                | Adam Cole                |
| 2013 | Magnus              | Curtis Axel                     | Roman Reigns                                 | Big E Langston           |
| 2014 | Rusev               | Ethan Carter III                | Luke Harper                                  | Eric Young               |
| 2015 | Roman Reigns        | Nikki Bella                     | Sasha Banks                                  | Bayley                   |
| 2016 | The Miz             | T.J. Perkins                    | Kenny Omega                                  | Dalton Castle            |

### Inspirational Wrestler of the Year
Inspirational Wrestler of the Year (Lutador Inspiração do Ano) é uma categoria da revista Pro Wrestling Illustrated para o lutador de luta livre profissional com maior exemplo de inspiração do ano.
Bob Backlund, Hulk Hogan, Jerry Lawler , Bayley e Eddie Guerrero são os lutadores mais premiados, vencendo o prêmio duas vezes cada um. Geralmente o prêmio é dado ao desempenho no ringue, mas as vezes pode ser entregado devido a histórias de superação na vida real.
| Ano  | Campeão             | Segundo colocado        | Terceiro colocado   | Quarto colocado          |
| ---- | ------------------- | ----------------------- | ------------------- | ------------------------ |
| 1972 | Lord Alfred Hayes   |                         |                     |                          |
| 1973 | Johnny Valentine    |                         |                     |                          |
| 1974 | Dick Murdoch        |                         |                     |                          |
| 1975 | Mike McCord         |                         |                     |                          |
| 1976 | Bruno Sammartino    | Wahoo McDaniel          | Bob Roop            | Bob Armstrong            |
| 1977 | Bob Backlund        | Don Muraco              | Bruno Sammartino    | Terry Funk               |
| 1978 | Blackjack Mulligan  | Bruno Sammartino        | Mr. Wrestling II    | Jim Brunzell             |
| 1979 | Chief Jay Strongbow | Ric Flair               | Mr. Wrestling II    | Dusty Rhodes             |
| 1980 | Junkyard Dog        | Ricky Steamboat         | Verne Gagne         | Mr. Florida (Paul Jones) |
| 1981 | Bob Backlund        | Ted DiBiase             | Tito Santana        | Mr. Wrestling II         |
| 1982 | Roddy Piper         | Jimmy Snuka             | Mil Máscaras        | Jimmy Valiant            |
| 1983 | Hulk Hogan          | Roddy Piper             | Buzz Sawyer         | Buddy Rose               |
| 1984 | Sgt. Slaughter      | Kerry Von Erich         | Kevin Von Erich     | Bob Backlund             |
| 1985 | Mike Von Erich      | Paul Orndorff           | Jim Duggan          | Kevin Von Erich          |
| 1986 | Chris Adams         | Magnum T.A.             | Kerry Von Erich     | Steve Williams           |
| 1987 | Nikita Koloff       | Dynamite Kid            | Chris Adams         | Superstar Billy Graham   |
| 1988 | Jerry Lawler        | Kerry Von Erich         | Road Warrior Animal | Jake Roberts             |
| 1989 | Eric Embry          | Nikita Koloff           | Billy Jack Haynes   | Ric Flair                |
| 1990 | Sting               | Hulk Hogan              | Jerry Lawler        | Nikolai Volkoff          |
| 1991 | The Patriot         | Jerry Lawler            | Sid Justice         | Bill Dundee              |
| 1992 | Ron Simmons         | The Undertaker          | Ricky Steamboat     | Eric Embry               |
| 1993 | Cactus Jack         | Lex Luger               | The 1-2-3 Kid       | Brutus Beefcake          |
| 1994 | Bret Hart           | Terry Funk              | The Guardian Angel  | Dave Sullivan            |
| 1995 | Barry Horowitz      | Sabu                    | Antonio Inoki       | Dan Severn               |
| 1996 | Jake Roberts        | Jushin Thunder Liger    | Ahmed Johnson       | Rey Misterio, Jr.        |
| 1997 | Terry Funk          | Stone Cold Steve Austin | Perry Saturn        | Roddy Piper              |
| 1998 | Goldberg            | Stone Cold Steve Austin | Mankind             | Shane Douglas            |
| 1999 | Hulk Hogan          | Bret Hart               | X-Pac               | Jim Duggan               |
| 2000 | Booker T            | Mick Foley              | Crash Holly         | Chyna                    |
| 2001 | Kurt Angle          | Chris Jericho           | Shane McMahon       | Spike Dudley             |
| 2002 | Eddie Guerrero      | Hollywood Hulk Hogan    | Shawn Michaels      | Chris Benoit             |
| 2003 | Zach Gowen          | Kurt Angle              | A.J. Styles         | Rey Mysterio             |
| 2004 | Eddie Guerrero      | Chris Benoit            | Eugene              | William Regal            |
| 2005 | Chris Candido       | Matt Hardy              | Steve Williams      | Rey Mysterio             |
| 2006 | Matt Cappotelli     | Rey Mysterio            | Hardcore Holly      | CM Punk                  |
| 2007 | Jeff Jarrett        | CM Punk                 | John Cena           | Sting                    |
| 2008 | Ric Flair           | CM Punk                 | John Cena           | Jeff Hardy               |
| 2009 | Ricky Steamboat     | Tommy Dreamer           | Sting               | John Cena                |
| 2010 | Shawn Michaels      | Kurt Angle              | John Cena           | Rob Van Dam              |
| 2011 | Rosita              | Gregory Iron            | Rob Fury            | CM Punk                  |
| 2012 | Jerry Lawler        | Austin Aries            | Shawn Daivari       | John Cena                |
| 2013 | Darren Young        | Dallas Page             | Daniel Bryan        | John Cena                |
| 2014 | Daniel Bryan        | Eric Young              | Chris Melendez      | Ashley Sixx              |
| 2015 | Bayley              | John Cena               | Kevin Owens         | Roman Reigns             |
| 2016 | Bayley              | Cody Rhodes             | Seth Rollins        | Dean Ambrose             |

### Rookie of the Year
Rookie of the Year (Novato do Ano) é uma categoria da revista Pro Wrestling Illustrated para o lutador de luta livre profissional com o melhor desempenho em seu ano de estréia na luta livre profissional.
| Ano  | Campeão                                        | Segundo colocado     | Terceiro colocado           | Quarto colocado    |
| ---- | ---------------------------------------------- | -------------------- | --------------------------- | ------------------ |
| 1972 | Mike Graham                                    |                      |                             |                    |
| 1973 | Bob Orton, Jr. / Tony Garea                    |                      |                             |                    |
| 1974 | Larry Zbyszko                                  |                      |                             |                    |
| 1975 | Ric Flair                                      |                      |                             |                    |
| 1976 | Bob Backlund                                   | Chavo Guerrero       | Steve Keirn                 | Johnny Rivera      |
| 1977 | Ricky Steamboat                                | Jimmy Snuka          | Big John Studd              | Skip Young         |
| 1978 | Tommy Rich                                     | Jay Youngblood       | David Von Erich             | Tully Blanchard    |
| 1979 | Sweet Brown Sugar                              | Steve Travis         | Bryan St. John              | Eddie Gilbert      |
| 1980 | Terry Taylor                                   | Barry Windham        | Rick McGraw                 | Tom Prichard       |
| 1981 | David Sammartino                               | Brad Rheingans       | Curt Hennig                 | Ron Richie         |
| 1982 | Brad Armstrong                                 | Tiger Mask           | Mike Rotunda                | Kamala             |
| 1983 | Angelo Mosca, Jr.                              | King Kong Bundy      | Scott Armstrong             | Arn Anderson       |
| 1984 | Mike Von Erich                                 | Nikita Koloff        | Krusher Khruschev           | Kevin Kelly        |
| 1985 | Nord the Barbarian                             | Kendall Windham      | Dan Spivey                  | Sam Houston        |
| 1986 | Lex Luger                                      | Bam Bam Bigelow      | Sting                       | Tom Magee          |
| 1987 | Owen Hart                                      | Big Bubba Rogers     | Shane Douglas               | Doug Furnas        |
| 1988 | Madusa Miceli                                  | Chris Benoit         | Maxx Payne                  | Scott Steiner      |
| 1989 | The Destruction Crew (Mike Enos e Wayne Bloom) | Dustin Rhodes        | Scotty the Body             | Johnathan Holliday |
| 1990 | Steve Austin                                   | El Gigante           | Brad Anderson               | Chris Chavis       |
| 1991 | Johnny B. Badd                                 | The Patriot          | Terri Power                 | The Lightning Kid  |
| 1992 | Erik Watts                                     | Diamond Dallas Page  | Vladimir Koloff             | Chaz Taylor        |
| 1993 | Vampire Warrior                                | Robbie Eagle         | Kent e Keith Cole           | The Headhunters    |
| 1994 | 911                                            | Bob Holly            | Abbudah Singh               | Mikey Whipwreck    |
| 1995 | Alex Wright                                    | Craig Pittman        | Lawrence Taylor             | Madd Maxxine       |
| 1996 | The Giant                                      | Steve McMichael      | Rocky Maivia                | Joe Gomez          |
| 1997 | Prince Iaukea                                  | Ernest Miller        | Chris Chetti                | Brakkus            |
| 1998 | Goldberg                                       | Sable                | Droz                        | Mark Henry         |
| 1999 | Shane McMahon                                  | Evan Karagias        | Vince McMahon               | Lash LeRoux        |
| 2000 | Kurt Angle                                     | Lita                 | Mark Jindrak e Sean O'Haire | Chuck Palumbo      |
| 2001 | Randy Orton                                    | Brock Lesnar         | K-Kwik                      | The Prototype      |
| 2002 | Maven                                          | Christopher Nowinski | Nidia                       | Taylor Matheny     |
| 2003 | Zach Gowen                                     | Sylvain Grenier      | Trinity                     | Matt Morgan        |
| 2004 | Monty Brown                                    | Petey Williams       | Johnny Nitro                | Matt Cappotelli    |
| 2005 | Bobby Lashley                                  | Christy Hemme        | Mikey Batts                 | Ken Doane          |
| 2006 | The Boogeyman                                  | Charles Evans        | Akebono                     | Cody Runnels       |
| 2007 | Hornswoggle                                    | Ted DiBiase, Jr.     | Pelle Primeau               | Mike DiBiase       |
| 2008 | Joe Hennig                                     | Brett DiBiase        | Ricky Steamboat, Jr.        | Ryan McBride       |
| 2009 | Mike Sydal                                     | Jesse Neal           | Brittney Savage             | J.T. Flash         |
| 2010 | David Otunga                                   | Tamina               | Percy Watson                | Corey Hollis       |
| 2011 | Ace Hawkins                                    | Nick Madrid          | Leakee                      | Briley Pierce      |
| 2012 | Veda Scott                                     | The Big O            | Jason Jordan                | Bambi Hall         |
| 2013 | Tim Zbyszko                                    | Cody Hall            | Lucipher Lords              | Matt King          |
| 2014 | Charlotte                                      | Enzo Amore           | Mojo Rawley                 | Chad Gable         |
| 2015 | Moose                                          | Tessa Blanchard      | Braun Strowman              | Dana Brooke        |
| 2016 | Nia Jax                                        | Lio Rush             | Matt Riddle                 | Shayna Baszler     |

### Woman of the Year
Woman of the Year (Mulher do Ano) é uma categoria da revista Pro Wrestling Illustrated exclusiva para as mulheres de luta livre profissional com o melhor desempenho do ano.
O prêmio originalmente se chamava "Girl of the Year" e foi desativado em 1976 e em 2000 foi reativado com o nome "Woman of the Year" seguindo a mesma lineagem das campeãs antigas.
Trish Stratus é a lutadora mais premiada, vencendo o prêmio quatro vezes, e Mickie James a única a vencer o prêmio competindo em duas companhias diferentes.
| Ano  | Campeãa           | Segunda colocada    | Terceira colocada | Quarta colocada |
| ---- | ----------------- | ------------------- | ----------------- | --------------- |
| 1972 | Marie LaVerne     |                     |                   |                 |
| 1973 | Joyce Grable      |                     |                   |                 |
| 1974 | Rachel Dubois     |                     |                   |                 |
| 1975 | Ann Casey         |                     |                   |                 |
| 1976 | Sue Green         | Kitty Adams         | Early Dawn        | Vicki Williams  |
| 2000 | Stephanie McMahon | Lita                | Chyna             | Major Gunns     |
| 2001 | Lita              | Stephanie McMahon   | Stacy Keibler     | Torrie Wilson   |
| 2002 | Trish Stratus     | Stephanie McMahon   | Stacy Keibler     | Torrie Wilson   |
| 2003 | Trish Stratus     | Stephanie McMahon   | Victoria          | Torrie Wilson   |
| 2004 | Victoria          | Trish Stratus       | Stacy Keibler     | Molly Holly     |
| 2005 | Trish Stratus     | Christy Hemme       | Melina            | Lita            |
| 2006 | Trish Stratus     | Dixie Carter        | Mickie James      | Lita            |
| 2007 | Candice Michelle  | Beth Phoenix        | Gail Kim          | Karen Angle     |
| 2008 | Awesome Kong      | Beth Phoenix        | Mickie James      | Michelle McCool |
| 2009 | Mickie James      | Angelina Love       | Tara              | Michelle McCool |
| 2010 | Michelle McCool   | Angelina Love       | Madison Rayne     | Madison Eagles  |
| 2011 | Mickie James      | Kelly Kelly         | Beth Phoenix      | Madison Eagles  |
| 2012 | Gail Kim          | Beth Phoenix        | Eve Torres        | Sara Del Rey    |
| 2013 | Gail Kim          | Cheerleader Melissa | Dixie Carter      | Kaitlyn         |
| 2014 | Paige             | Aj Lee              | Gail Kim          | Jessica Havok   |
| 2015 | Nikki Bella       | Paige               | Sasha Banks       | Charlotte Flair |
| 2016 | Charlotte Flair   | Sasha Banks         | Asuka             | Becky Lynch     |

### Stanley Weston Award (Lifetime Achievement)
Stanley Weston Award (Prêmio Stanley Weston) é uma categoria da revista Pro Wrestling Illustrated para as personalidades de luta livre profissional com grandes conquistas em suas carreiras.
O prêmio originalmente se chamava "Editor's Award". No começo de 2003 ele foi renomeado para homenagear o fundador da PWI, Stanley Weston, que havia morrido em 2002.
† Indica personalidades que foram premiadas após a morte.
| Ano  | Campeão                                                      |
| ---- | ------------------------------------------------------------ |
| 1981 | Bruno Sammartino                                             |
| 1982 | Lou Thesz                                                    |
| 1983 | The Grand Wizard (Ernie Roth)†                               |
| 1984 | David Von Erich (David Adkisson)†                            |
| 1985 | Dan Shocket                                                  |
| 1986 | Verne Gagne                                                  |
| 1987 | Paul Boesch                                                  |
| 1988 | Bruiser Brody (Frank Goodish)† Adrian Adonis (Keith Franke)† |
| 1989 | Gordon Solie (Francis Labiak)                                |
| 1990 | Buddy Rogers (Herman Rohde, Jr.)                             |
| 1991 | The Fabulous Moolah (Lillian Ellison)                        |
| 1992 | Stanley Weston                                               |
| 1993 | André the Giant (André Rousimoff)†                           |
| 1994 | Captain Lou Albano                                           |
| 1995 | Ricky Steamboat (Richard Blood)                              |
| 1996 | Danny Hodge                                                  |
| 1997 | Arn Anderson (Martin Lunde)                                  |
| 1998 | Bobo Brazil (Houston Harris)†                                |
| 1999 | Owen Hart†                                                   |
| 2000 | Fred Blassie                                                 |
| 2001 | Johnny Valentine (John Wisniski, Sr.)†                       |
| 2002 | Jim Ross                                                     |
| 2003 | Bret Hart                                                    |
| 2004 | Pat Patterson (Pierre Clermont)                              |
| 2005 | Eddie Guerrero†                                              |
| 2006 | Harley Race                                                  |
| 2007 | Nick Bockwinkel                                              |
| 2008 | Ric Flair                                                    |
| 2009 | Vince McMahon                                                |
| 2010 | Killer Kowalski†                                             |
| 2011 | Randy Savage†                                                |
| 2012 | Bobby Heenan                                                 |
| 2013 | Dusty Rhodes                                                 |
| 2014 | Dory Funk, Jr                                                |
| 2015 | Roddy Piper†                                                 |
| 2016 | Dick Beyer                                                   |

## Prêmios desativados

### Midget Wrestler of the Year
Midget Wrestler of the Year (Lutador Anão do Ano) era uma categoria da revista Pro Wrestling Illustrated para o lutador anão de luta livre profissional com o melhor desempenho do ano. O prêmio foi desativado em 1976.
| Ano  | Campeão          | Segundo colocado | Terceiro colocado | Quarto colocado |
| ---- | ---------------- | ---------------- | ----------------- | --------------- |
| 1972 | Little Bruiser   |                  |                   |                 |
| 1973 | Little Beaver    |                  |                   |                 |
| 1974 | Darlin` Dagmar   |                  |                   |                 |
| 1975 | Sky Low Low      |                  |                   |                 |
| 1976 | Lord Littlebrook | Sky Low Low      | Cowboy Lang       | Diamond Lil     |

### Manager of the Year
Manager of the Year (Manager do Ano) é uma categoria da revista Pro Wrestling Illustrated para os managers de luta livre profissional com o melhor desempenho do ano.
Bobby Heenan é o lutador mais premiado, vencendo o prêmio quartro vezes.
| Ano  | Campeão             | Segundo colocado | Terceiro colocado  | Quarto colocado     |
| ---- | ------------------- | ---------------- | ------------------ | ------------------- |
| 1972 | Bobby Heenan        |                  |                    |                     |
| 1973 | The Grand Wizard    |                  |                    |                     |
| 1974 | Lou Albano          |                  |                    |                     |
| 1975 | George Cannon       |                  |                    |                     |
| 1976 | Bobby Heenan        | Lou Albano       | Fred Blassie       | Gary Hart           |
| 1977 | The Grand Wizard    | Bobby Heenan     | Lou Albano         | Lord Alfred Hayes   |
| 1978 | Arnold Skaaland     | The Grand Wizard | Bobby Heenan       | Gary Hart           |
| 1979 | Arnold Skaaland     | Lou Albano       | Buddy Rogers       | Oliver Humperdink   |
| 1980 | Oliver Humperdink   | Arnold Skaaland  | Lou Albano         | The Great Mephisto  |
| 1981 | Lou Albano          | Arnold Skaaland  | Oliver Humperdink  | The Grand Wizard    |
| 1982 | James J. Dillon     | Arnold Skaaland  | Sonny King         | Jimmy Hart          |
| 1983 | James J. Dillon     | Adnan Al-Kaissie | Lou Albano         | Paul Ellering       |
| 1984 | Paul Ellering       | Jimmy Hart       | Jim Cornette       | James J. Dillon     |
| 1985 | Jim Cornette        | Lou Albano       | Paul Ellering      | Bobby Heenan        |
| 1986 | Lou Albano          | Paul Ellering    | Miss Elizabeth     | Jim Cornette        |
| 1987 | Jimmy Hart          | James J. Dillon  | Jim Cornette       | Paul E. Dangerously |
| 1988 | James J. Dillon     | Miss Elizabeth   | Jim Cornette       | Paul E. Dangerously |
| 1989 | Bobby Heenan        | Gary Hart        | Teddy Long         | Skandor Akbar       |
| 1990 | Teddy Long          | Bobby Heenan     | Ole Anderson       | Jim Cornette        |
| 1991 | Bobby Heenan        | Harley Race      | Alexandra York     | Paul Bearer         |
| 1992 | Paul E. Dangerously | Mr. Perfect      | Harley Race        | Jim Cornette        |
| 1993 | Jim Cornette        | Harley Race      | Mr. Fuji           | Tammy Sytch         |
| 1994 | Jimmy Hart          | Ted DiBiase      | Col. Robert Parker | Paul E. Dangerously |
| 1995 | Jim Cornette        | Sherri Martel    | Col. Robert Parker | Woman               |
| 1996 | Sunny               | Jimmy Hart       | Jim Cornette       | Bill Alfonso        |
| 1997 | Bill Alfonso        | Miss Jacquelyn   | Paul Heyman        | Ted DiBiase         |
| 1998 | Paul Bearer         | Bill Alfonso     | Sunny              | Paul Ellering       |
| 1999 | Debra               | Jimmy Hart       | Bill Alfonso       | Paul Bearer         |

### Announcer of the Year
Announcer of the Year (Anunciador do Ano) é uma categoria da revista Pro Wrestling Illustrated para os anunciadores de ringue de luta livre profissional com o melhor desempenho do ano.
O prêmio foi realizado apenas em um ano.
| Ano  | Campeão      | Segundo colocado | Terceiro colocado | Quarto colocado |
| ---- | ------------ | ---------------- | ----------------- | --------------- |
| 1977 | Gordon Solie | Vince McMahon    | Bill Carlisle     | Roger Kent      |